# Underbelly: Squizzy
Underbelly: Squizzy es un drama australiano transmitido del 28 de julio del 2013 al 2 de septiembre del 2013 por medio de la cadena Nine Network.
La serie fue narrada por la actriz Caroline Craig, quien ha narrado las temporadas anteriores.

## Historia
La serie se centró en la década de 1915 a 1927 en Melbourne y siguió la vida del joven gánster Squizzy Taylor.

## Personajes
| Actor          | Personaje               | Trabajo                        | N.º de Episodios | Duración |
| -------------- | ----------------------- | ------------------------------ | ---------------- | -------- |
| Jared Daperis  | Leslie "Squizzy" Taylor | Gángster & Criminal            | 8                | 2013     |
| Susie Porter   | Rosina "Rosie" Taylor   | Madre de Leslie                | 4                | 2013     |
| Dan Wyllie     | Frederick Piggott       | Detective Mayor                | 4                | 2013     |
| Diana Glenn    | Annie Stokes            | -                              | 4                | 2013     |
| Peter Moon     | Leo                     | Sastre                         | 3                | 2013     |
| Gracie Gilbert | Ida Pender              | Novia de Squizzy               | 2                | 2013     |
| Elise Jansen   | Lorna Kelly             | Mesera & exesposa de Squizzy   | 2                | 2013     |
| Camille Keenan | Dolly Grey              | Acompañante & Novia de Squizzy | 2                | 2013     |

### Personajes Recurrentes
| Actor                  | Personaje                    | Trabajo               | N.º de Episodios | Duración |
| ---------------------- | ---------------------------- | --------------------- | ---------------- | -------- |
| Fletcher Humphrys      | Edward Jenkins               | -                     | 5                | 2013     |
| Ken Radley             | John Brophy                  | Detective Mayor       | 5                | 2013     |
| Ashley Zukerman        | James Bruce                  | Detective             | 3                | 2013     |
| Luke Ford              | Albert "Tankbuster" McDonald | -                     | 2                | 2013     |
| Matt Boesenberg        | John "Snowy" Cutmore         | Criminal              | 2                | 2013     |
| Nathan Page            | Henry Stokes                 | -                     | 2                | 2013     |
| Richard Cawthorne      | "Long Harry" Slater          | -                     | 2                | 2013     |
| Kevin Dee              | Matthew Daly                 | -                     | 2                | 2013     |
| Jane Allsop            | Lady Margaret Stanley        | -                     | 2                | 2013     |
| Andrew Ryan            | Angus "Gus" Murray           | -                     | 1                | 2013     |
| Brendan Parry Kaufmann | Avon Bryant                  | -                     | 1                | 2013     |
| John Arnold            | Arnold "Old Chap" Jones      | -                     | 1                | 2013     |
| Jackson Ezard          | Hugh Hanlon                  | -                     | 1                | 2013     |
| Ian Dixon              | Ted Whiting                  | -                     | 1                | 2013     |
| Sam Greco              | Sam "Bunny" Whiting          | -                     | 1                | 2013     |
| Gareth Keegan          | Archie Cooper                | Oficial de la Policía | -                | 2013     |
| Thomas Milton          | Hubert De Molle              | -                     | -                | 2013     |

## Episodios
La serie cuenta con ocho episodios.

## Premios y nominaciones
| Año  | Categoría                        | Premio      | Nominado (os)                                                           | Resultado |
| ---- | -------------------------------- | ----------- | ----------------------------------------------------------------------- | --------- |
| 2013 | Television: Mini Series Original | AWGIE Award | Peter Gawler, Andrew Muir, Felicity Packard, Adam Todd & Jeffrey Truman | Nominados |

## Producción
La sexta temporada fue confirmada por la cadena Nine en el 2012, en septiembre del mismo año comenzaron las grabaciones. La serie fue estrenada el 28 de julio de 2013.
Fue producida por Peter Gawler y Elisa Argenzio, y dirigida por David Caesar, Andrew Prowse, Karl Zwicky y Shawn Seet. La producción ejecutiva estará al mando de Des Monaghan, Greg Haddrick, Jo Rooney y Andy Ryan. Los episodios fueron escritor por Felicity Packard, Jeff Truman, Peter Gawler, Adam Todd y Andy Muir.
En la serie de Underbelly: Razor estrenada en el 2011 Squizzy fue interpretado por el actor Justin Rosniak.

## Tema Musical
La música de la serie estuvo bajo el cargo de Burkhard Dallwitz la cual se tituló "It's a Jungle Out There".